# Ejner Federspiel
Ejner Federspiel, född 12 augusti 1896 i Århus, död 21 november 1981 i Danmark, var en dansk skådespelare. Han var far till skådespelaren Birgitte Federspiel.

## Filmografi i urval
- 1930 – Flirt, funkis och fullträffar
- 1934 – København, Kalundborg og - ?
- 1942 – Mellan fyra män
- 1943 – Jag mötte en mördare
- 1947 – Familien Swedenhielm
- 1950 – De røde heste
- 1950 – Min fru är oskyldig
- 1950 – På kryss mot äventyret
- 1951 – Familien Schmidt
- 1955 – Ordet
- 1961 – Harry och kammartjänaren
- 1962 – Den kära familjen
- 1964 – Bocken oroar stan
- 1967 – Historien om Barbara
- 1971–1975 – Huset på Christianshavn (TV-serie)
- 1972 – Præsten i Vejlby
- 1973 – Olsenbanden slår till
- 1976 – Dynamitgubbarna
- 1977 – Olsen-banden deruda'
- 1978 – Olsen-banden går i krig
- 1979 – Skit i traditionerna
- 1979 – Olsen-banden overgiver sig aldrig